# Icaro (nome)
Icaro  è un nome proprio di persona italiano maschile.

## Varianti
- Maschili: Icario[2]
- Femminili: Icara[2], Icaria[2]

### Varianti in altre lingue
- Basco: Ikaro
- Bulgaro: Икар (Ikar)
- Catalano: Ícar[3]
- Ceco: Íkaros
- Corso: Icaru
- Croato: Ikar
- Esperanto: Ikaro
- Francese: Icare
- Galiziano: Ícaro
- Greco antico: Ἵκαρος (Ikaros)[4]
- Greco moderno: Ίκαρος (Ikaros)
- Inglese: Icarus[5]
- Latino: Icarus[1][4]
- Macedone: Икар (Ikar)
- Olandese: Icarus
- Polacco: Ikar
- Portoghese: Ícaro
- Rumeno: Icar
- Russo: Икар (Ikar)
- Serbo: Икар (Ikar)
- Sloveno: Ikar
- Spagnolo: Ícaro[3]
- Tedesco: Ikarus
- Ucraino: Ікар (Ikar)
- Ungherese: Ikarosz

## Origine e diffusione

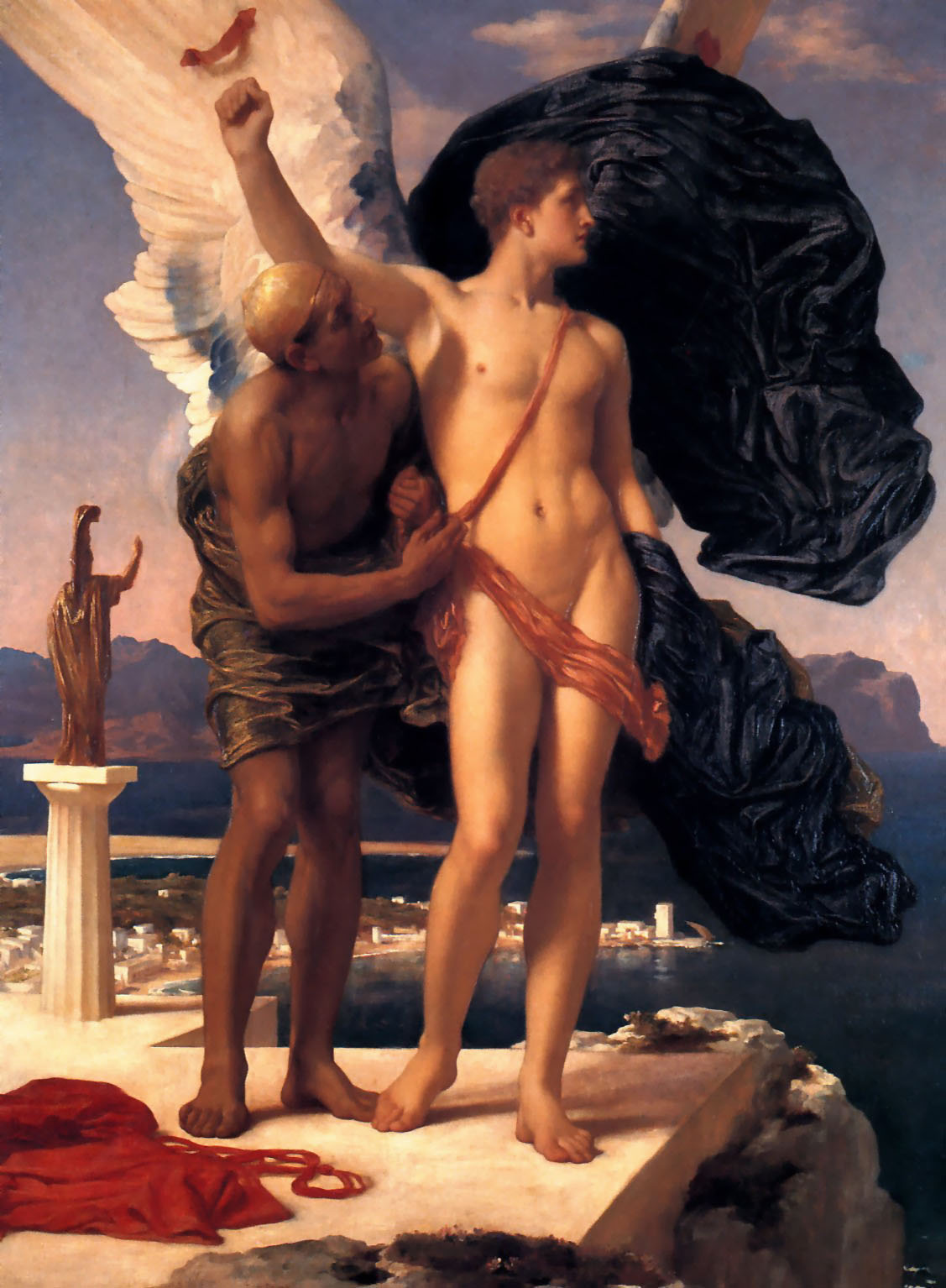
Dedalo e Icaro, di Frederic Leighton

È il nome di un noto personaggio della mitologia greca, Icaro, figlio di Dedalo, che fuggendo in volo assieme al padre dal Labirinto di Cnosso cadde e annegò in un punto del mar Egeo che, anticamente, era detto "Icario".
L'origine del nome, in greco antico Ἵκαρος (Ikaros), è ignota. Secondo alcune fonti potrebbe significare "seguace", mentre altre tentano un accostamento a εἰκών (eikon, "icona", "immagine"); altre fonti ipotizzano invece che la figura di Icaro sia stata creata a posteriori per spiegare il nome del mare Icario, che sarebbe precedente e di ignota origine pregreca.
Il nome gode di scarsa diffusione in Italia, ed è attestato soprattutto in Toscana ed Emilia-Romagna.

## Onomastico
Si tratta di un nome adespota, cioè che non è portato da alcun santo. L'onomastico si può festeggiare il 1º novembre, festa di Tutti i Santi.

## Il nome nelle arti
- Icaro La Plume è un personaggio della serie a fumetti Zagor, di Sergio Bonelli